# Ла Агуха (Мадера)
Ла Агуха (шп. La Aguja) насеље је у Мексику у савезној држави Чивава у општини Мадера. Насеље се налази на надморској висини од 1480 м.

## Становништво
Према подацима из 2005. године у насељу су живела 4 становника.

### Хронологија
| Година       | 2000        | 2005 |
| ------------ | ----------- | ---- |
| Становништво | 18 (10 / 8) | 4    |

### Попис
| # | Индикатор                        | Вредност |
| - | -------------------------------- | -------- |
| 1 | Укупно појединачних домаћинстава | 1        |